# Schloss Wiesensteig

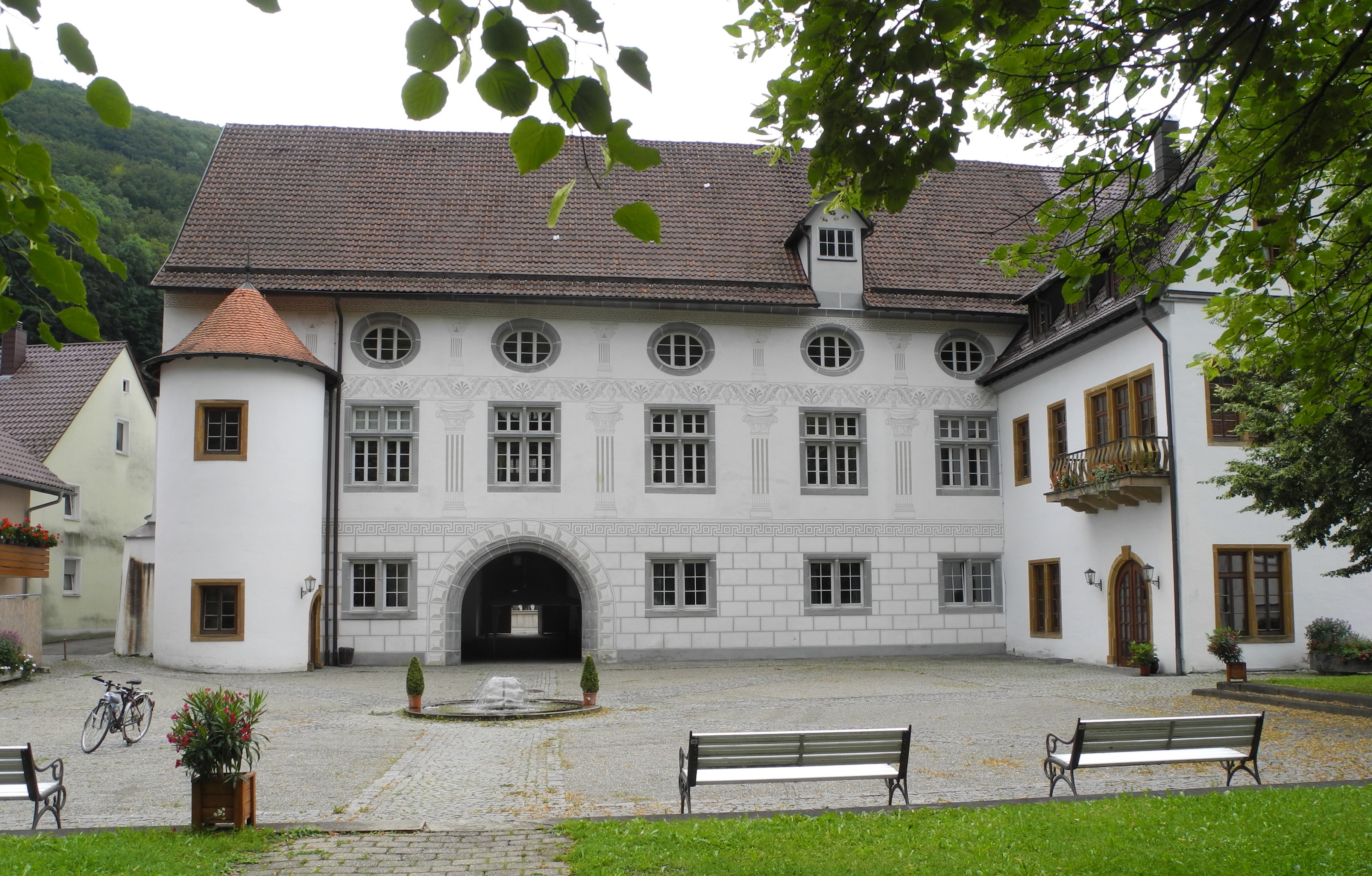
Schloss Wiesensteig, Nordansicht

Schloss Wiesensteig ist ein Stadtpalais in Wiesensteig im Landkreis Göppingen. Das Mitte des 16. Jahrhunderts als Vierflügelanlage erbaute Gebäude wurde 1812 bis auf den Südflügel abgerissen und dient heute als Bürgerzentrum der Stadt Wiesensteig.

## Geschichte

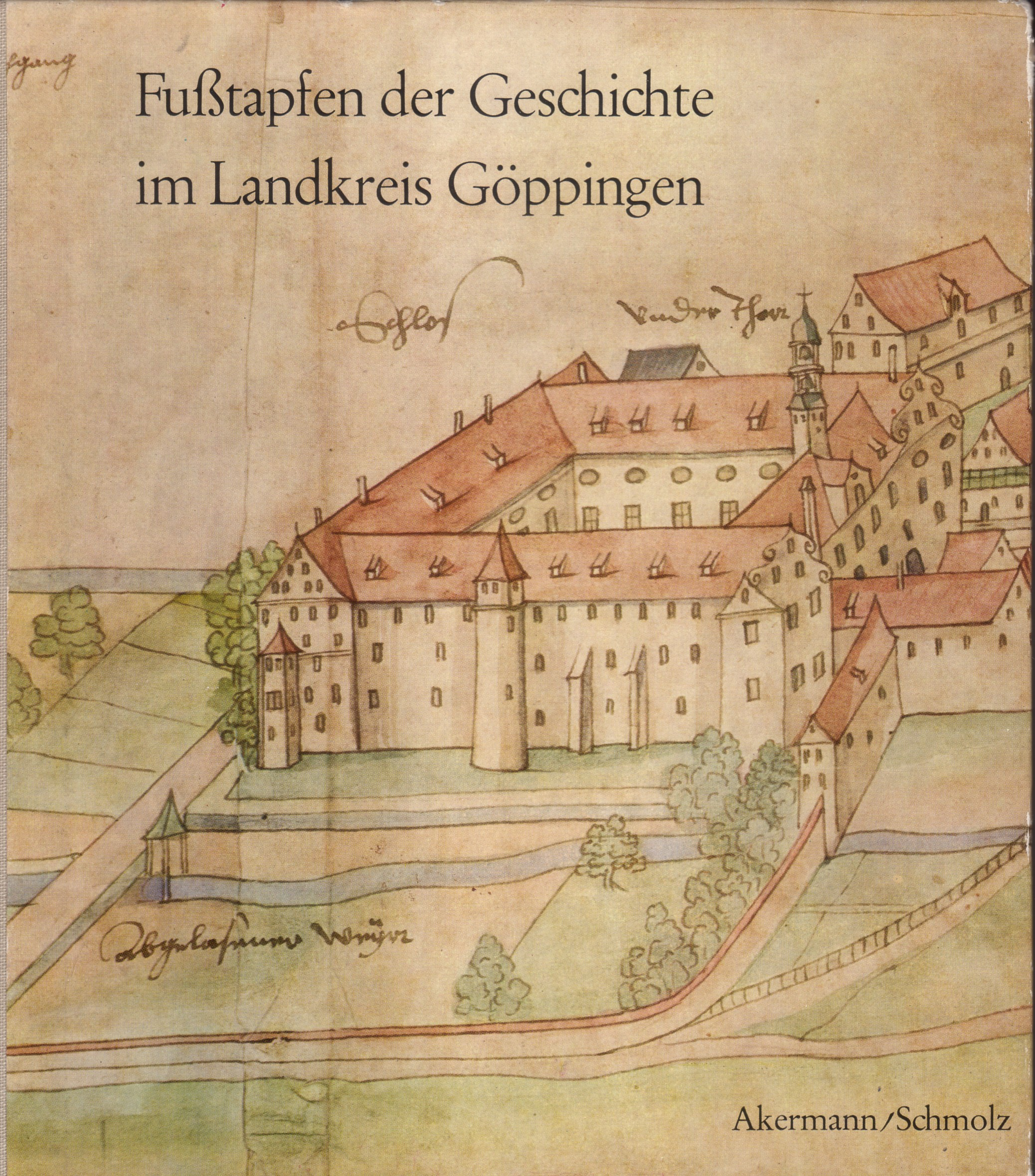
Schloss Wiesensteig im 16. Jahrhundert, Titelblatt einer kreisgeschichtlichen Quellensammlung von 1964

Im Jahr 1434 wurde in Wiesensteig erstmals ein Adelssitz der Ortsherren von Wiesensteig genannt, der ihnen im 15. Jahrhundert als Sitz diente. Im Jahr 1516 wurde das Schloss neuer Sitz der Herren von Helfenstein, die ihren ursprünglichen Sitz in Geislingen an der Steige 1396 an Ulm verloren und ihren Hauptwohnsitz auf die Hiltenburg im Oberen Filstal verlegt hatten. Nach der Zerstörung der Hiltenburg durch Herzog Ulrich von Württemberg im Jahre 1516 wurde ihr Schloss in Wiesensteig neuer Wohnsitz der Helfensteiner.
Mitte des 16. Jahrhunderts wurde von Graf Ulrich XVII. von Helfenstein der Bau eines neuen vierflügeligen Schlosses geplant, der 1551 bis 1555 ausgeführt wurde. Nach einem Teileinsturz des Baus wurde der bis dahin ausführende Baumeister Peter Biller aus Kirchheim unter Teck entlassen und das Gebäude von einem nicht bekannten Baumeister fertiggestellt. Gegen Ende des 16. Jahrhunderts wurden äußerliche Änderungen am Schlossbau vorgenommen, die bis heute noch vorhanden sind.  So wurde beispielsweise 1596 ein Lustgarten beim Schloss angelegt. Nach dem Aussterben der Grafen von Helfenstein im Jahr 1627 wurde die Ortschaft Wiesensteig aufgeteilt, sodass ein Drittel an die Fürsten von Fürstenberg und zwei Drittel an das Kurfürstentum Bayern fiel. 1752 konnte Kurbayern das Drittel der Fürstenberg erwerben und richtete im Schloss die Wohnung und den Amtssitz des Vogts ein. In Folge des Reichsdeputationshauptschlusses 1806 fiel die Herrschaft Wiesensteig an das Königreich Württemberg. Das Schloss diente bis 1810 als Sitz des Oberamts Wiesensteig, bevor es Teil des Oberamts Geislingen wurde.
Im Jahr 1812 wurden drei Flügel des ungenutzten Schlosses abgerissen, nur der sogenannte Fürstenbergische Flügel blieb bestehen. Dieser wurde nach verschiedenen Nutzungen im 19. Jahrhundert, u. a. als Fruchtkasten, Wohnhaus, Arztpraxis oder Poststelle, von der Stadt Wiesensteig erworben und nach einer grundlegenden Renovation zwischen 1983 und 1986 bis heute als Bürgerzentrum genutzt.